# Robert Lyne
Robert Francis Lyne (Newport, 2 d'abril de 1885 – Bristol, 13 d'abril de 1957) va ser un jugador d'hoquei sobre herba gal·lès que va competir a principis del segle xx.
El 1908 va prendre part en els Jocs Olímpics de Londres, on va guanyar la medalla de bronze en la competició d'hoquei sobre herbal, com a membre de l'equip gal·lès.